# Lubrzanka (dopływ Czarnej Nidy)
Lubrzanka (Lubżanka) – rzeka, prawy dopływ Czarnej Nidy o długości 35,77 km i powierzchni dorzecza 253 km². 
Źródła rzeki znajdują się na pograniczu miejscowości Siodła i Jaworze. Rzeka pomiędzy Radostową i południowo-wschodnim grzbietem Klonówki tworzy przełom. Przepływa przez Brzezinki, Mąchocice-Scholasteria, Mąchocice Kapitulne, Bęczków Leszczyny, Cedzynę. W pobliżu Marzysza uchodzi do Czarnej Nidy. Jej lewym dopływem jest Warkocz.
Na Lubrzance znajdują się cztery zbiorniki wodne:
- Niewielki zalew w Mójczy służący celom rekreacyjnym.
- Jezioro Cedzyńskie[4] – między gminą Masłów a gminą Górno w powiecie kieleckim o powierzchni lustra wody 56 ha utworzony w 1971 r. Stanowi początek niebieskiego szlaku turystycznego Wąchock - Cedzyna.
- Staw w Ciekotach, niewielki zbiornik związany z rodziną Żeromskich tzw. Żeromszczyzna.
- Zbiornik retencyjny w Wilkowie oddany do użytku w 2005 r. Zalew ma w zamierzeniu służyć  jako kąpielisko.